# Enterprise Storage OS
Enterprise Storage OS, còn được gọi là ESOS, là bản phân phối Linux máy chủ lưu trữ SAN cấp độ khối (block-level). ESOS được phát triển trên dự án phần mềm nguồn mở, hoạt động trên bản phân phối Linux. Dự án SCST là thành phần chính của ESOS; cung cấp chức năng lưu trữ back-end.

## Nền tảng
ESOS là bản phần phối Linux niche. ESOS được thiết kế để chạy trên ổ USB flash, hoặc thiết bị lưu trữ có thể tháo rời khác như Secure Digital, CompactFlash, v.v... ESOS là hệ điều hành chạy trên bộ nhớ thường trú: Khi khởi động tập tin hệ thống tmpfs được khởi tạo như phân vùng root và thông tin trên ổ USB flash sẽ được copy vào phân vùng này. Các tập tin cấu hình và log được ghi thẳng lên 1 phân vùng riêng trên ổ USB flash (không bị mất khi khởi động lại).

## Giao thức

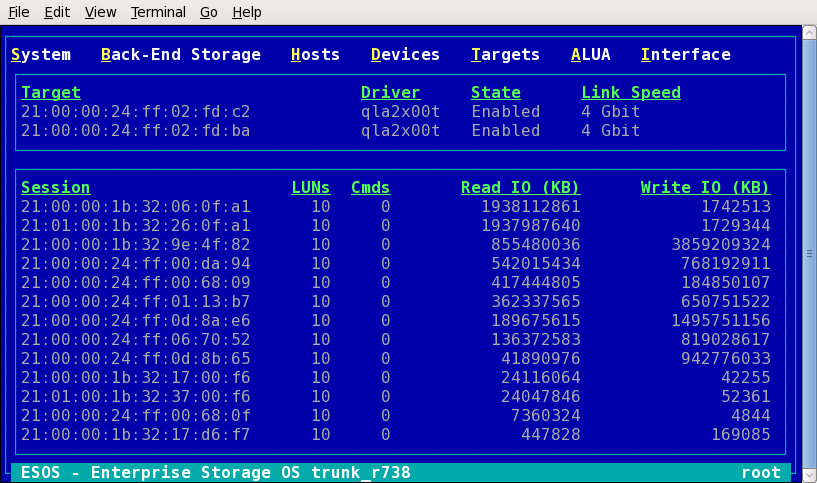
Màn hình đồ họa của ESOS

ESOS sử dụng giao diện văn bản (TUI) để quản trị hệ thống, cầu hình mạng, và các chức năng lưu trữ khác. TUI được sử dụng trong ESOS được viết từ ngôn ngữ lập trình C; có sử dụng thư viện ncurses và CDK.

## Kết nối front-end
ESOS hỗ trợ nhiều kết nối SAN. Các kết nối này được hỗ trợ bởi SCST và các trình điều khiển của hãng thứ 3 được phát triển cho  SCST:
- Fibre Channel: QLogic HBAs được hỗ trợ, và Emulex OneConnect FC HBAs cũng được hỗ trợ (yêu cầu Emulex OCS SDK)[10]
- InfiniBand: Mellanox, QLogic, và Chelsio IB HCAs[11]
- Fibre Channel over Ethernet (FCoE): Giải pháp target phần mềm trên card mạng có tính năng DCB/DCBX, Emulex OneConnect FCoE CNAs (yêu cầu Emulex OCS SDK) và Chelsio Uwire FCoE CNAs.[12]
- iSCSI: Hoạt động trên mạng IP (Ethernet, IPoIB).

## Lưu trữ back-end
Dự án phần mềm nguồn mở này hỗ trợ:
- Hệ thống tập tin Btrfs, XFS, và ext4 cho chế độ hoạt động cấp độ tập tin "vdisk_fileio".
- Bộ điều khiển RAID phần cứng LSI, Adaptec, HP, và Areca, bao gồm bộ công cụ cài đặt trình điều khiển CLI.
- Hỗ trợ clustering và sẵn sàng cao, hỗ trợ bởi Pacemaker và Corosync.
- DRBD, dùng để replicate giữa các ESOSs.
- Virtual Tape Library (VTL), được hỗ trợ bởi dự án mhVTL.
- Giải pháp cache SSD: EnhanceIO, bcache, và dm-cache (lvmcache).
- Automated tiered storage thông qua dự án BTIER project và Ceph RBD mapping.

## Cài đặt
ESOS khác với các bản phân phối phổ biến khác là nó không có bộ cài đặt ISO. ESOS chỉ được cung cấp 1 tập tin nén, giải nén trên một máy tính chạy hệ điều hành Linux, Windows, hoặc Mac OS X. Sau đó người dùng sẽ chạy script trên máy tính này để cài đặt ESOS lên một ổ USB flash (hoặc thiết bị lưu trữ tháo rời khác).. Script này chạy giao diện dòng lệnh, hỏi người dùng ổ đĩa rời để cài đặt và ghi lên đĩa. ESOS sẽ chạy trực tiếp trên ổ đĩa tháo rời này.

## Thay đổi giấy phép
Ngày 16 tháng 1 năm 2019 giấy phép của dự án ESOS được thay đổi từ GNU General Public License (GPL) sang giấy phép Apache phiên bản 2.0.